# Lynne Carver
Lynne Carver (n. 13 septembrie 1916, Birmingham, Alabama, SUA – d. 12 august 1955, New York City, New York, SUA) a fost o actriță americană de film. Ea a apărut în 42 de filme între 1934 și 1953.

## Biografie
Carver s-a născut cu numele Virginia Reid Sampson pe 13 septembrie 1916, în Birmingham, Alabama. Tatăl ei, Reid Johnson Sampson, a fost inginer minier în Arizona și New Mexico timp de mai mulți ani, înaintea Primului Război Mondial, iar el și familia lui au fost pentru scurt timp sechestrați de Pancho Villa în timpul unui raid al generalului mexican peste graniță, în sud-vestul SUA, când Virginia era copil.
Virginia a mers la Hollywood de la o vârstă fragedă pentru a urma o carieră în actorie după ce a câștigat un concurs de frumusețe. Unii membri ai familiei ei au susținut că ea a adoptat un nume de scenă pentru că a simțit că numele ei era „demodat” și că a ales numele de fată al bunicii paterne, Cravens, dar nu și l-a putut aminti corect. La început ea a fost menționată ca Virginia Reid în filmele RKO Pictures și poate fi văzută în mai multe musicaluri ca una dintre „fetele Goldwyn”. A avut o relație scurtă cu Howard Hughes în anii 1930, înainte de a trece sub pseudonimul Lynne Carver la MGM, unde a devenit o actriță obișnuită în filmele studioului. Sora ei mai mare, Marjorie Lee Sampson, a urmat-o pe Virginia la Hollywood și a jucat în câteva roluri mici, dar nu a atins niciodată statutul surorii sale și a renunțat în curând la actorie. 
Jucând inițial roluri minore, Lynne Carver a ajuns mai târziu să joace rol de ingenuă în filme, probabil din cauza aspectului ei plăcut și al șarmului sudist. Familia Sampson a fost o familie importantă în statul Kentucky timp de mai multe generații, iar bunicul ei, William Sampson, a fost judecător șef la Curtea Supremă a statului Kentucky în timpul Războiului Civil American. Ea a avansat în carieră, a apărut în mai multe filme cu Fred Astaire și Ginger Rogers și a devenit, probabil, cel mai bine cunoscut pentru rolul ei ca Alice Raymond în primele filme cu dr. Kildare. Ea a fost „Barbara” în musicalul magic Maytime în 1937, împreună cu Nelson Eddy și Jeanette MacDonald și, de asemenea, a apărut cu ei în Bitter Sweet, o încercate din 1940 de a repeta succesul Maytime. Două dintre cele mai cunoscute interpretări în filmele M-G-M sunt rolurile Sylvia Bellaire în comedie muzicală Everybody Sing, cu Allan Jones și Judy Garland, și Bess, logodnica nepotului lui Scrooge, în Colind de Crăciun, cu Reginald Owen în rolul lui Ebenezer Scrooge. Ambele filme au fost lansate în 1938. Ultimul ei film pentru MGM a fost Tennessee Johnson, cu Van Heflin în rolul celui de-al 17-lea președinte al Statelor Unite ale Americii. Carver a interpretat-o pe Martha, fiica lui Andrew Johnson.
S-a căsătorit cu Nicholas Nayfack în 1937 și au divorțat în 1942. Încetinirea ritmului de producere a filmelor la Hollywood din cauza începerii celui de-al Doilea Război Mondial a cauzat o stagnare a carierei ei. În timpul și după război, ea a jucat în principal în filme western, alături de Roy Rogers și Johnny Mack Brown, și în alte filme mai obscure, dar nu a mai atins niciodată succesul pe care-l cunoscuse anterior.

## Moartea
A fost căsătorită cu agentul teatral William Mullaney, a locuit în New York și a avut o carieră aglomerată cu numeroase apariții pe scenă și la televiziune până în 1954. Carver a murit la Spitalul Memorial din New York, după ce a luptat timp de un an cu cancerul, pe 12 august 1955, în vârstă de 38 de ani.

## Filmografie
| An   | Titlu                                    | Rol                             | Protagoniști                      | Note                  |
| ---- | ---------------------------------------- | ------------------------------- | --------------------------------- | --------------------- |
| 1934 | Down to Their Last Yacht                 | cântăreața din cvartet          |                                   | nemenționată          |
| 1934 | Kid Millions                             | Fata Goldwyn                    |                                   | nemenționată          |
| 1935 | Murder on a Honeymoon                    | actrița cu papagalul            |                                   | nemenționată          |
| 1935 | Roberta                                  | manechin                        |                                   | nemenționată          |
| 1935 | Strangers All                            | actrița blondă din film         |                                   | nemenționată          |
| 1935 | Old Man Rhythm                           | Jane - cu băiatul de la colegiu |                                   | nemenționată          |
| 1935 | Old Man Rhythm                           | fata de la colegiu              |                                   | nemenționată          |
| 1935 | To Beat the Band                         | rol minor                       |                                   |                       |
| 1937 | Maytime                                  | Barbara Roberts                 | Jeanette MacDonald și Nelson Eddy |                       |
| 1937 | Madame X                                 | Helene                          |                                   |                       |
| 1937 | The Bride Wore Red                       | Maddelena Monti                 |                                   |                       |
| 1938 | Everybody Sing                           | Sylvia Bellaire                 |                                   |                       |
| 1938 | Young Dr. Kildare                        | Alice Raymond                   |                                   |                       |
| 1938 | A Christmas Carol                        | Bess                            |                                   |                       |
| 1939 | The Adventures of Huckleberry Finn       | Mary Jane                       |                                   |                       |
| 1939 | Within the Law                           | June                            |                                   |                       |
| 1939 | Calling Dr. Kildare                      | Alice Raymond                   |                                   |                       |
| 1940 | Broadway Melody of 1940                  | Emmy Lou Lee                    |                                   |                       |
| 1940 | Bitter Sweet                             | Joan Lockwood                   |                                   |                       |
| 1940 | Dulcy                                    | Angela Forbes                   |                                   |                       |
| 1940 | Bitter Sweet                             | Dolly                           |                                   |                       |
| 1941 | Mr. District Attorney in the Carter Case | Joyce Belmont                   |                                   |                       |
| 1942 | Man from Cheyenne                        | Marian Hardy                    |                                   |                       |
| 1942 | Yokel Boy                                | Vera Valaize                    |                                   |                       |
| 1942 | Sunset on the Desert                     | Ann Kirby                       |                                   |                       |
| 1942 | Tennessee Johnson                        | Martha Lincoln                  |                                   |                       |
| 1943 | The Human Comedy                         | Fiica lui Beaufrere             |                                   | nemenționată          |
| 1943 | Presenting Lily Mars                     | Bonnie - Showgirl               |                                   | nemenționată          |
| 1944 | Law of the Valley                        | Ann Jennings                    |                                   |                       |
| 1945 | Flame of the West                        | Abbie Compton                   |                                   |                       |
| 1946 | Drifting Along                           | Pat McBride                     |                                   |                       |
| 1948 | Crossed Trails                           | Maggie Flynn                    |                                   | (ultimul rol în film) |

## Legături externe
- Lynne Carver la Internet Movie Database